# Aromunische Sprache

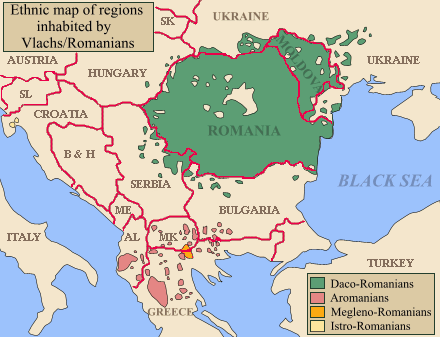
Das Verbreitungsareal der vier walachischen (rumänischen) Sprachen der balkanromanischen Sprachgruppe.

Das Aromunische (auch Mazedorumänisch, Eigenbezeichnung armãneashce oder limba armãneascã) ist die von Aromunen auf dem südlichen Balkan gesprochene romanische Sprache. Sie wird je nach Land im lateinischen oder griechischen Alphabet geschrieben, eine standardisierte Rechtschreibung mit lateinischem Alphabet hat sich inzwischen durchgesetzt.

## Klassifikation und Sprachbezeichnung

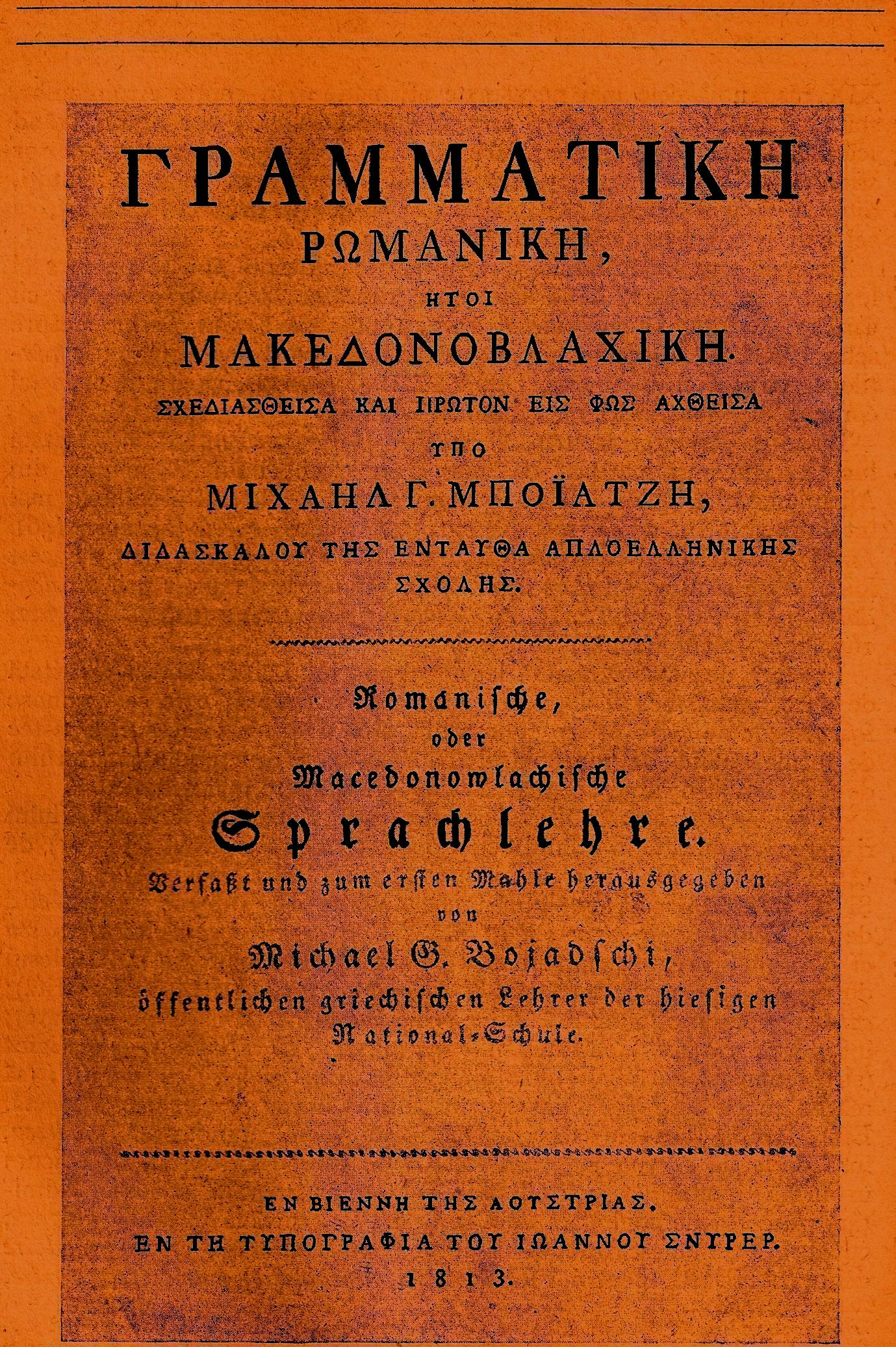
Titelblatt der aromunischen Grammatik des Michael George Bojadschi, 1813

Das Aromunische lässt sich ebenso wie das Rumänische, Meglenorumänische und Istrorumänische auf das Urrumänische oder Protorumänische zurückführen, das seinerseits aus dem Vulgärlatein Südosteuropas entstanden war. Gemeinsam mit diesen drei Sprachen bildet es innerhalb der romanischen Sprachen die balkanromanische Gruppe im engeren Sinne.
Zum Status des Aromunischen wurden unterschiedliche Auffassungen vorgetragen. Bei einem Teil der Sprachforscher werden die vier aus dem Urrumänischen hervorgegangenen Idiome aufgrund ihrer gemeinsamen Herkunft und sprachstrukturellen Ähnlichkeit als Dialekte einer einzigen rumänischen Sprache betrachtet. Diese Auffassung wird heute noch von einem Teil der Linguisten vertreten. In der neueren Romanistik werden diese vier Sprachformen vor allem aufgrund ihrer seit langem bestehenden soziolinguistischen Eigenständigkeit als getrennte Sprachen klassifiziert, so dass das Aromunische in dieser Sicht eine gesonderte romanische Sprache darstellt (George Giuglea, Alexandru Graur, Ion Coteanu). Diese These wird auch von den Aromunen bevorzugt, die sich in diversen Zentren versammeln (Freiburg, Paris, Constanța usw.). Dahinter steht die Absicht, diese Sprache zu bewahren.
Als Sprachbezeichnung wird neben dem auf die Eigenbezeichnung zurückgehenden Aromunisch von einigen Sprachwissenschaftlern auch Mazedorumänisch verwendet.
In anderssprachigen Quellen und teilweise in der älteren Sprachwissenschaft tritt für das Aromunische auch die Bezeichnung Walachisch, Wlachisch oder Vlachisch auf, die auf die Fremdbezeichnung der Nachbarvölker für die Balkanromanen (Walachen) zurückgeht und ebenso auf die anderen balkanromanischen Sprachen angewandt wurde.

## Verbreitung und soziolinguistischer Status

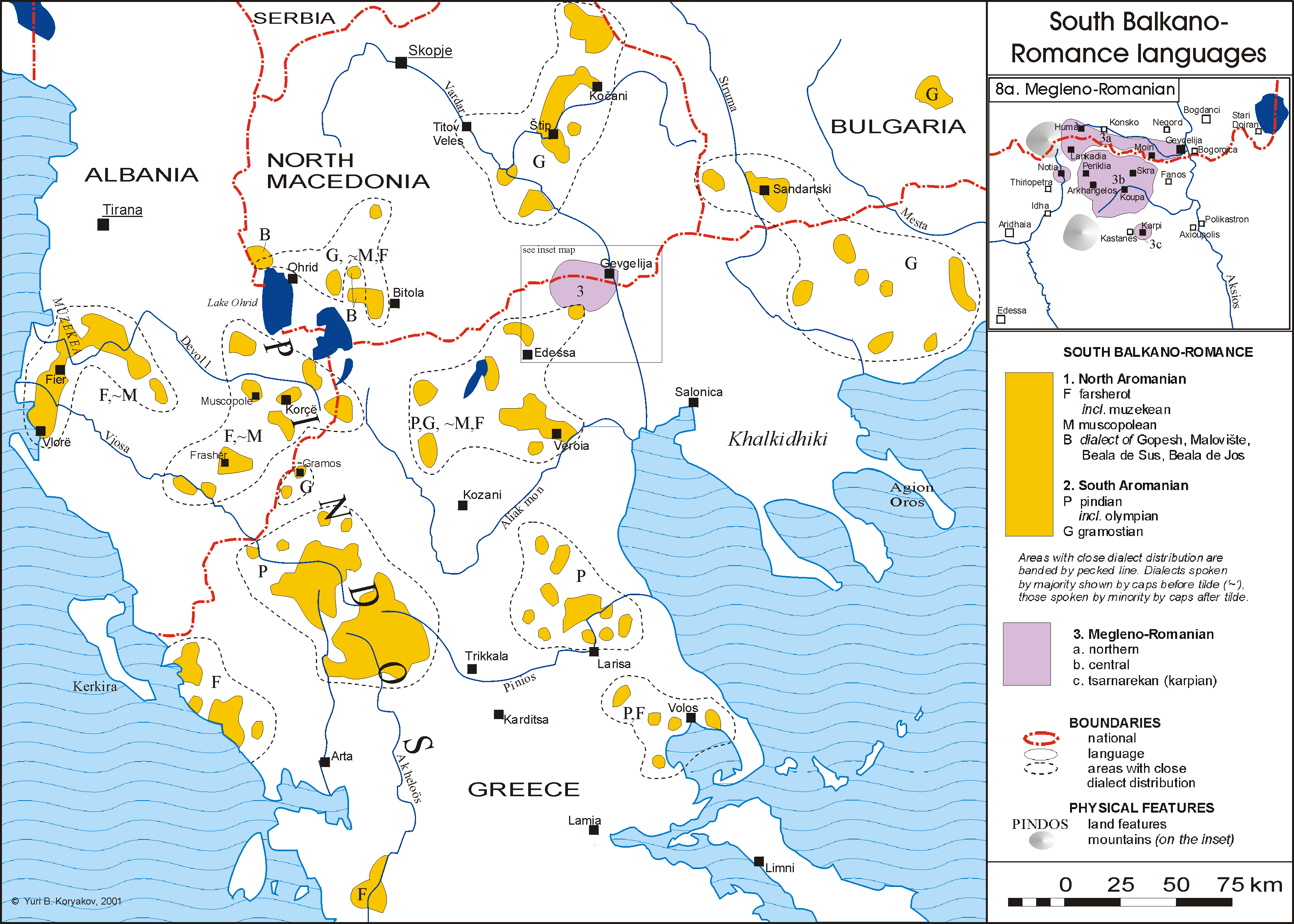
Die balkanromanischen Sprachen oder rumänischen Dialekte der südlichen Balkanhalbinsel (2001)

Aromunisch ist diejenige der balkanromanischen Sprachen südlich der Donau mit der größten Sprecherzahl. Das Verbreitungsgebiet des Aromunischen erstreckt sich über große Teile der Balkanhalbinsel und umfasst Teile von Griechenland (Epirus, Thessalien, Makedonien), Albanien, Nordmazedonien, Bulgarien und Serbien. Aufgrund von Auswanderungen in der ersten Hälfte des 20. Jahrhunderts lebt auch eine größere Zahl von Aromunen in Rumänien.
Die heutigen Sprecherzahlen in den einzelnen Ländern betragen im Einzelnen:
- Griechenland: 200.000 Sprecher (nach Schätzungen der griechischen Regierung im Jahr 1995)
- Albanien: 45.000 Sprecher (im Jahr 1995), in der südlichen Landeshälfte zerstreut
- Rumänien: 27.000 Sprecher (Volkszählung 2002), 75 % davon in der Norddobrudscha
- Nordmazedonien: 8.467 Sprecher (im Jahr 1994)
- Bulgarien: 4.770 Sprecher (im Jahr 2000 nach WCD)

Allerdings sind auch dort, wo offizielle Daten durch entsprechende Umfragen oder Unterschriftensammlungen erhoben wurden, diese Angaben nicht unbedingt zuverlässig (so deklarierten sich 1994 in der Republik Mazedonien lediglich 8.467 Personen als Aromunen, während die wirkliche Sprecherzahl des Aromunischen auf das Zweifache geschätzt wird).
Der Kern des aromunischen Siedlungsgebietes liegt heute im Pindosgebirge in Nordwestgriechenland um die Stadt Métsovon.
Allgemein haben es die Aromunen schwer, ihre Sprache zu bewahren, da es keine Schulen gibt, die in dieser Sprache unterrichten. Nur in Nordmazedonien (8.467 Sprecher, nach der Volkszählung im Jahre 1994) werden sie als Minderheit anerkannt. In Rumänien bezeichnen sich manche der sogenannten Aromunen als Rumänen. Die Zahl der Sprecher nimmt ab.
In Griechenland gibt es heutzutage noch etwa 200.000 Sprecher (nach Schätzung der griechischen Regierung im Jahr 1995). Dort ist die aromunische Sprache nicht als Minderheitensprache anerkannt. Politisches Eintreten für diese Sprache wurde lange Zeit durch gerichtliche Verfahren erschwert. Noch in den 1980er Jahren wurde eine Gruppe deutscher Linguisten, die in Griechenland Aufnahmen für einen aromunischen Sprachatlas machte, von der griechischen Polizei drangsaliert.
Eine größere Gruppe von Aromunisch-Sprechern, wahrscheinlich in der Größenordnung von 50.000 (T. J. Winnifrith, im Jahre 1995), lebt in Albanien. Bei der 2011 durchgeführten Volkszählung gaben 3848 Personen Aromunisch als Muttersprache an, was 0,137 Prozent der Gesamtbevölkerung macht.
Das Aromunische wird jedoch auch in anderen europäischen Ländern gesprochen, desgleichen in Kanada, in den USA, Lateinamerika und Australien, wo die Aromunen in unterschiedlichen Etappen anlangten und bis heute geschlossene Gemeinschaften bilden. Ihre tatsächliche Gesamtzahl ist schwer zu ermitteln, weil zu diesem Aspekt keine gründliche Forschung vorliegt.
1997 hat der Europarat das Aromunische als „schützenswerte Minderheitensprache“ anerkannt (Recommandation 1333).

## Geschichte

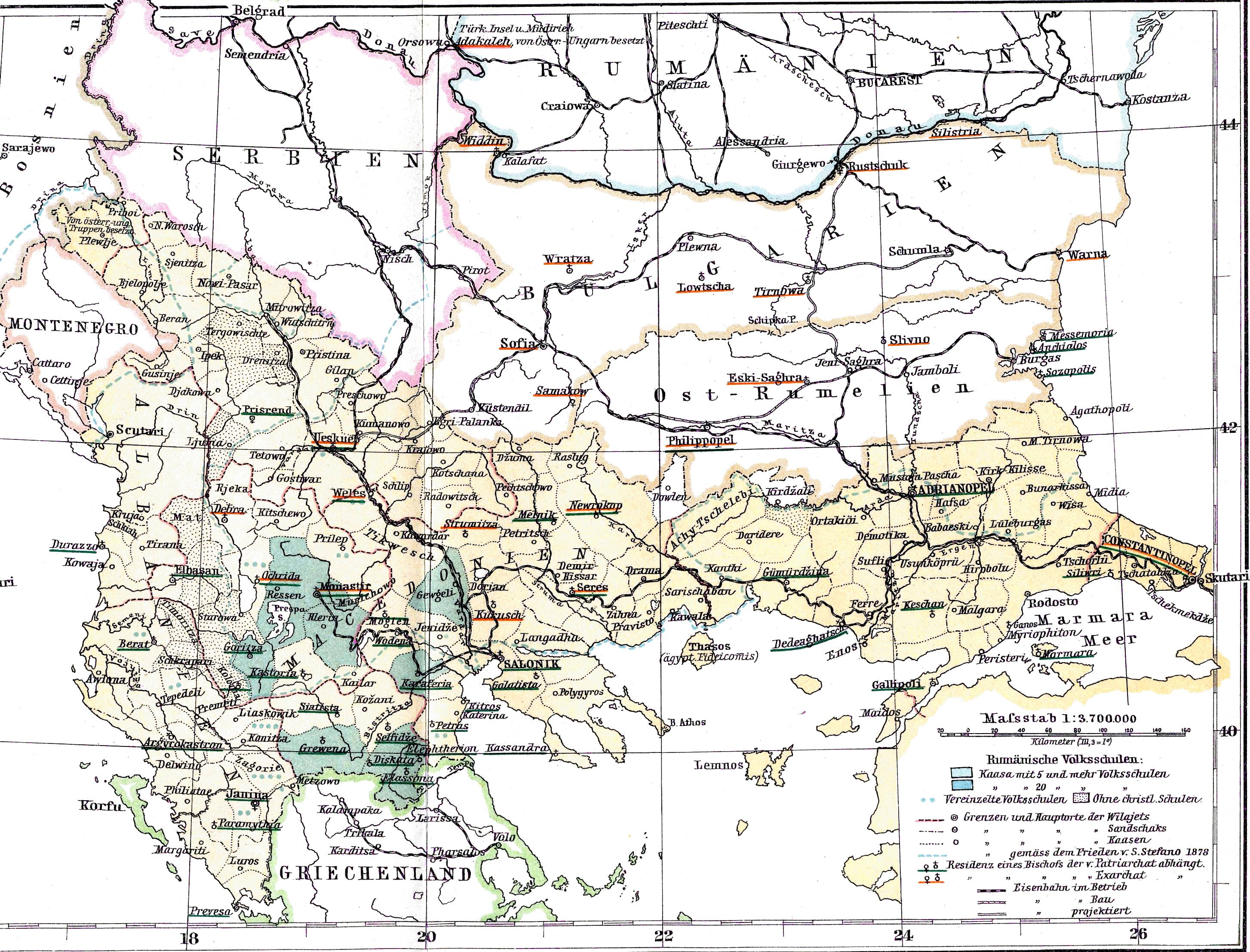
Rumänische Schulen für Aromunen und Meglenorumänen im Osmanischen Reich (1886)

Nach der Landnahme der Slawen auf dem Balkan führten die Reste der römischen Provinzialbevölkerung ein Schattendasein und betrieben Fernweidewirtschaft, seltener Transhumanz. Aus diesen Resten gingen die Aromunen hervor. Unklar ist, ob es sich bei den Aromunen um Nachfahren der Sermesianoi handelt, römische Provinzialbevölkerung, die 616 von den Awaren verschleppt und in Pannonien angesiedelt wurde. Hierfür spricht, dass die Sermesianoi unter dem Bulgarischen Khan Kuwer nach ihrem erfolgreichen Aufstand sich um Thessaloniki ansiedelten, nicht weit von den heutigen Siedlungsgebieten der Aromunen.
Um 1900 versuchte der rumänische Staat, in verschiedenen Balkanländern ein aromunisches Schulsystem aufzubauen und zu fördern, das jedoch stark rumänisch geprägt war. Zwischenzeitlich existierten 120 solcher Schulen. Das Aromunische enthält viele Elemente des Griechischen, aus der Zeit der rumänisch geförderten Schulen auch einige rumänische Elemente.
Zwischen den beiden Weltkriegen siedelte sich eine beträchtliche Zahl von Aromunen in Rumänien an, insbesondere in der Dobrudscha.

## Syntax und Morphologie
Das Substantiv unterscheidet im Aromunischen drei Genera, Maskulinum, Femininum und Neutrum. Das Aromunische hat ebenso wie das Rumänische fünf Fälle. Der bestimmte Artikel steht als Suffix am Ende des Substantives. Sowohl der bestimmte als auch der unbestimmte Artikel werden dekliniert.
Die Verben im Aromunischen haben keinen Infinitiv. Sie werden in Wörterbüchern üblicherweise in der 1. Person Singular Indikativ Präsens aufgeführt. Das Aromunische hat im Gegensatz zu anderen balkanromanischen Sprachen auch das Präteritum und das Präsensperfekt erhalten. Die Zukunft wird mit einem Hilfsverb gebildet, das aus dem Verb wollen entstanden ist (va) und das sich nach Person und Zahl nicht ändert: va s-cântamu, va s-cântațâ (wir werden singen, ihr werdet singen; auf Rumänisch: vom cânta, veți cânta).

## Textbeispiel, Textvergleich
Vater Unser:
| Aromunisch | Rumänisch | Latein |
| --- | --- | --- |
| Afendi a nostu tsi eshtsa tu tseru, S'ayiseasca numa Ta, Yie Amiraria Ta, S'adara vrearea a Ta, ași cumu tu tseru, ashi shi pisti locu. Pânea a noasta atsea di daima Dă'nu o nau cathi dzuua Shi na li iartă amărtiili a noasti, Ashi cumu sh noi irtamu atsiloru tsi na amartipsescu Sh nu na du pi noi tu pirasmo Ma aveaghina di iehtrul atselu lailu Ca a taua iasti axia tinjia anamea sh pirifanjea tu aiesta Amirarie, tora di daima sh tu ieta ietiloru Amin. | Tatăl nostru care ești în ceruri, sfințească-se numele Tău, vie împărăția Ta, fie voia Ta, precum în cer așa și pe pământ. Pâinea noastră cea de toate zilele, dă-ne-o nouă astăzi și ne iartă nouă greșelile noastre, precum și noi iertăm greșiților noștri și nu ne duce pe noi în ispită, ci ne mântuiește de cel rău. Că a Ta este împărăția și puterea și mărirea, acum și pururea și în vecii vecilor. Amin. | Pater noster, qui es in caelis sanctificetur nomen tuum; Adveniat regnum tuum. Fiat voluntas tua sicut in caelo et in terra Panem nostrum quotidianum da nobis hodie. Et dimitte nobis debita nostra, sicut et nos dimittimus debitoribus nostris. Et ne nos inducas in temptationem; sed libera nos a malo. Quia tuum est regnum, et potestas, et gloria in saecula [saeclorum]. Amen. |

Anmerkung zum rumänischen Text:
In anderen Versionen werden Wörter ersetzt wie: fie durch facă-se; greșelile durch greșalele; mântuiește durch izbăvește; Că a Ta este împărăția și puterea și mărirea, acum și pururea și în vecii vecilor. durch Că a Ta este împărăția și puterea și slava, a Tătălui și a Fiului și a Sfântului Duh, acum și pururea și în vecii vecilor.